# カステルバルド
カステルバルド（伊: Castelbaldo）は、イタリア共和国ヴェネト州パドヴァ県にある、人口約1,400人の基礎自治体（コムーネ）。

## 地理

### 位置・広がり

#### 隣接コムーネ
隣接するコムーネは以下の通り。括弧内のROはロヴィーゴ県、VRはヴェローナ県所属を示す。
- バディーア・ポレージネ (RO)
- マージ
- メルラーラ
- テッラッツォ (VR)

### 気候分類・地震分類
カステルバルドにおけるイタリアの気候分類 (it) および度日は、zona E, 2355 GGである。
また、イタリアの地震リスク階級 (it) では、zona 3 (sismicità bassa) に分類される。